# Fly high/命果てるまで
「Fly high/命果てるまで」（フライハイ/いのちはてるまで）は、ジェット機のシングル。

## 収録曲
1. Fly high
2年前にリリースしたアルバム「JET'S FACTORY」収録曲の新録。
2. 命果てるまで
ゆずのカバー曲。収録アルバム「1 〜ONE〜」では、その曲をジェット機が演奏参加している。